# Jeppe Aakjær
Jeppe Jensen Aakjær (Aakjaer, 10 settembre 1866 – Jenle, 22 aprile 1930) è stato un giornalista e scrittore danese.
Contadino dello Jütland di origine povera, studiò a Copenaghen, si identificò nelle idee radicali di Georg Brandes, le quali permeano il romanzo del 1904 Vredens Børn. Et tyendes saga (Il figlio dell'ira. Storia di un servo). Darwiniano e critico nei riguardi della chiesa danese, del clero e del Cristianesimo in genere, fece parte di quel movimento naturalistico paesano che agli inizi del Novecento, con l'ascesa al potere della socialdemocrazia, lottò per i diritti del proletariato agricolo.
Amante della vita semplice della campagna, all'aria aperta, credente nella religione del lavoro e della libertà naturale, fu un neorealista che, come Jensen e Knudsen, si interessò di problemi sociali e regionali, e in particolare, come Skjoldborg, Nexö ed altri, può considerarsi fautore del «romanzo a tesi» danese, in cui nello sfondo si intravedono, ora più ora meno, le nuove tendenze politico-socialiste.
Il romanzo Bondens Søn (Il figlio del contadino) del 1899, in parte autobiografico, tratta dei conflitti religiosi e amorosi di un ragazzo di campagna. Toni più accesi si riscontrano in Vredens Børn (I figli dell'ira) del 1904, noto romanzo che è come una "saga" dei miseri garzoni di campagna e del proletariato rurale.
Quadri di alcolismo, malattie, maltrattamenti, soprusi padronali e idee socialiste emergono crudi in un ambiente di estrema miseria e ingiustizie sociali.
Nei racconti Vadmelsfolk (Gente in fustagno) del 1900, Fjandboer (Abitanti del Fjand) del 1901 e Hvor Bønder bor (Dove i contadini abitano) del 1908, AakJaer insiste ancora sulla fame e sulla miseria dei figli dei lavoratori sfruttati dai padroni di fattorie, mentre nelle descrizioni di Arbejdets Glæde (La gioia del lavoro, 1914), Hvor der er gjærende Kræfter (Dove vi son forze in fermento, 1916) l'atmosfera si fa più idilliaca, più moraleggiante, l'industrializzazione dell'agricoltura viene rifiutata e si sottolinea la gioia del lavoro libero a contatto con la natura e li animali.
È considerato una delle figure più importanti della letteratura danese del Novecento, specialmente come lirico d'intonazione e di cadenze popolari, come poeta-contadino di rude e schietta vitalità e di primitiva freschezza (Rugens Sange, I canti della segala; Vejr og vind of folkesind, Aria, vento e umor popolare). A lui si devono tre biografie sul poeta romantico olandese Steen Steensen Blicher: Steen St. Blichers livstragedie (La tragedia della vita di Steen St. Blicher).

## Opere
- «Anni di fanciullezza» (Drengeaar)
- «Adolescenza» (Knøseaar)
- «Prima del giorno» (Før det dages)
- «Il figlio del contadino» (Bondens Søn)
- «Forze in fermento» (Hvor der er gærende Kræfter)
- «I figli dell'ira» (1904) (Vredens Børn)
- «Campo libero» (1905) (Fri Felt)
- «I canti della segala» (1906) (Rugens Sange)
- «Sotto la stella vespertina» (1906) (Under Aftenstjernen)
- «Aria, vento e umor popolare» (1916) (Vejr og vind of folkesind)
- «La tragedia della vita di Steen St. Blicher» (1918) (Steen St. Blichers livstragedie)